# 川越

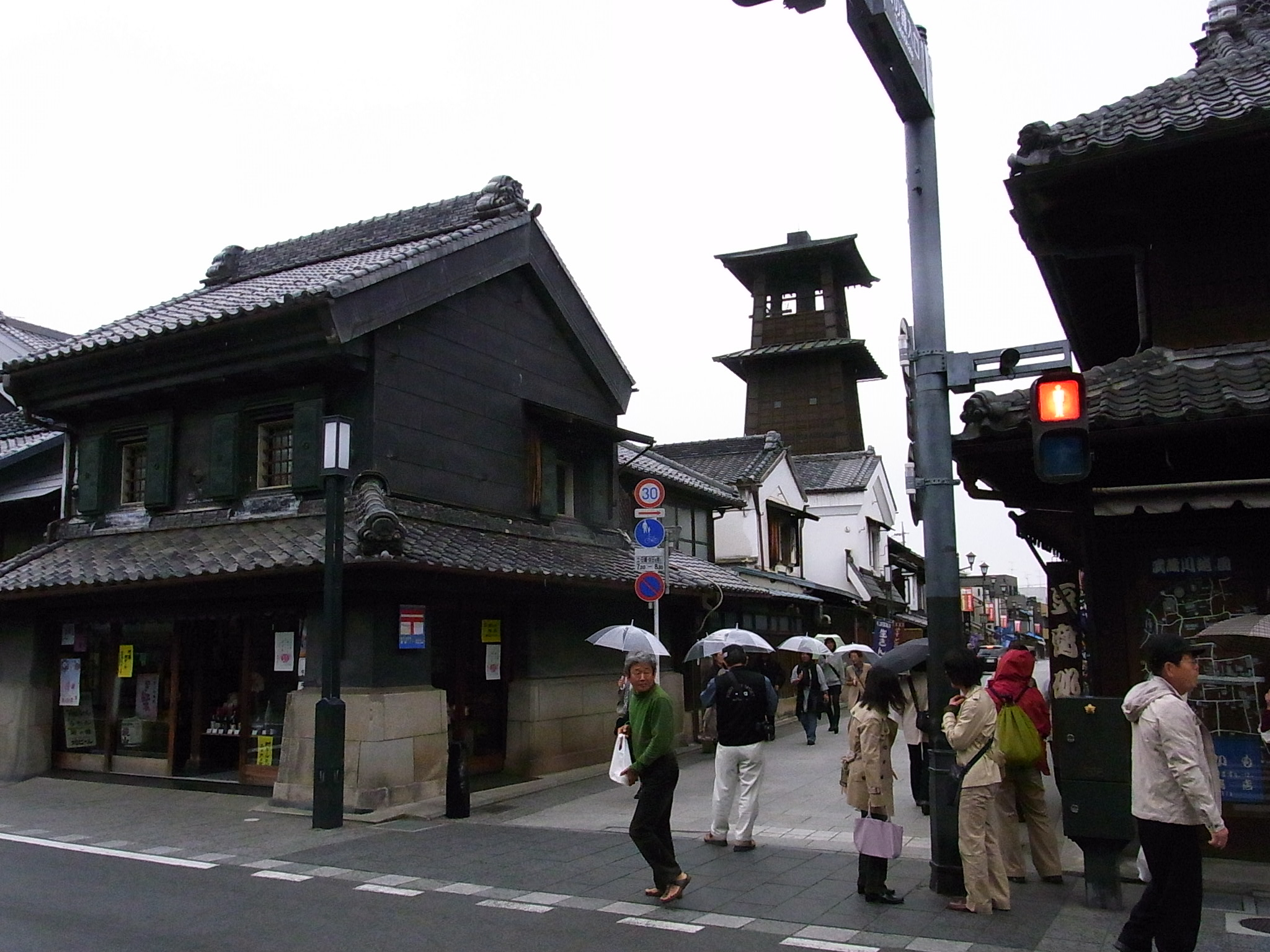
川越一番街（2010年4月20日撮影）

川越（かわごえ）は、武蔵国入間郡の地名。中世には河越とも表記されたが、現在は埼玉県川越で統一されている。
城下町として栄え、古くから小江戸と称された。古くからの「川越」は現在の川越市の中心部にあたり、旧町字名では「大字川越」とも呼ばれた。その地域には次々と町名が設定され、現在の川越市東部に大字川越が残っている。

## 概要
現在の川越市の中心部にあたる旧川越藩の川越城下17町と呼ばれた「大字川越」について述べる。川越市全体については川越市を参照のこと。
天正18年（1590年）、川越藩が立藩、寛永16年（1639年）に老中首座の松平信綱が島原の乱鎮圧の功で川越藩主に栄転する。「知恵伊豆」と呼ばれた信綱は、十ヵ町四門前町（じっかちょうしもんぜんまち）という川越城下の町割を行った。これにさらに郷分や城付を設けた。
信綱によって城の表玄関として西大手門と南大手門が作られ、西大手門を基点に南方に川越街道が江戸まで伸びた。西大手門から西へ進む大通りの先には高札場である「札の辻」が設けられた。ここを軸に縦二十三条、横七十八条の概ね碁盤の目状に町割がなされた。また、袋小路、鉤の手、七曲り、丁字路など城下町特有の街路が作られた。札の辻を中心とした一帯が城下の商人地区である上五ヶ町であった。町屋は概ね間口数間、奥行15間から20間の短冊型に区切られた。上五ヶ町に隣接して職人町の下五ヶ町があった。さらに養寿院、蓮馨寺、行伝寺、妙養寺が4つの門前町を形成した。
この上五ヶ町と下五ヶ町は川越まつりなど祭礼では交替で町行司を出し、各町名主の上に町年寄りなどを選出して町政を行った。大正11年（1922年）12月1日に埼玉県で最初に市制を施行した川越の中心部であり、市制前の旧町字名では「川越町大字川越」と包括された。

## 旧町名
上五ヶ町

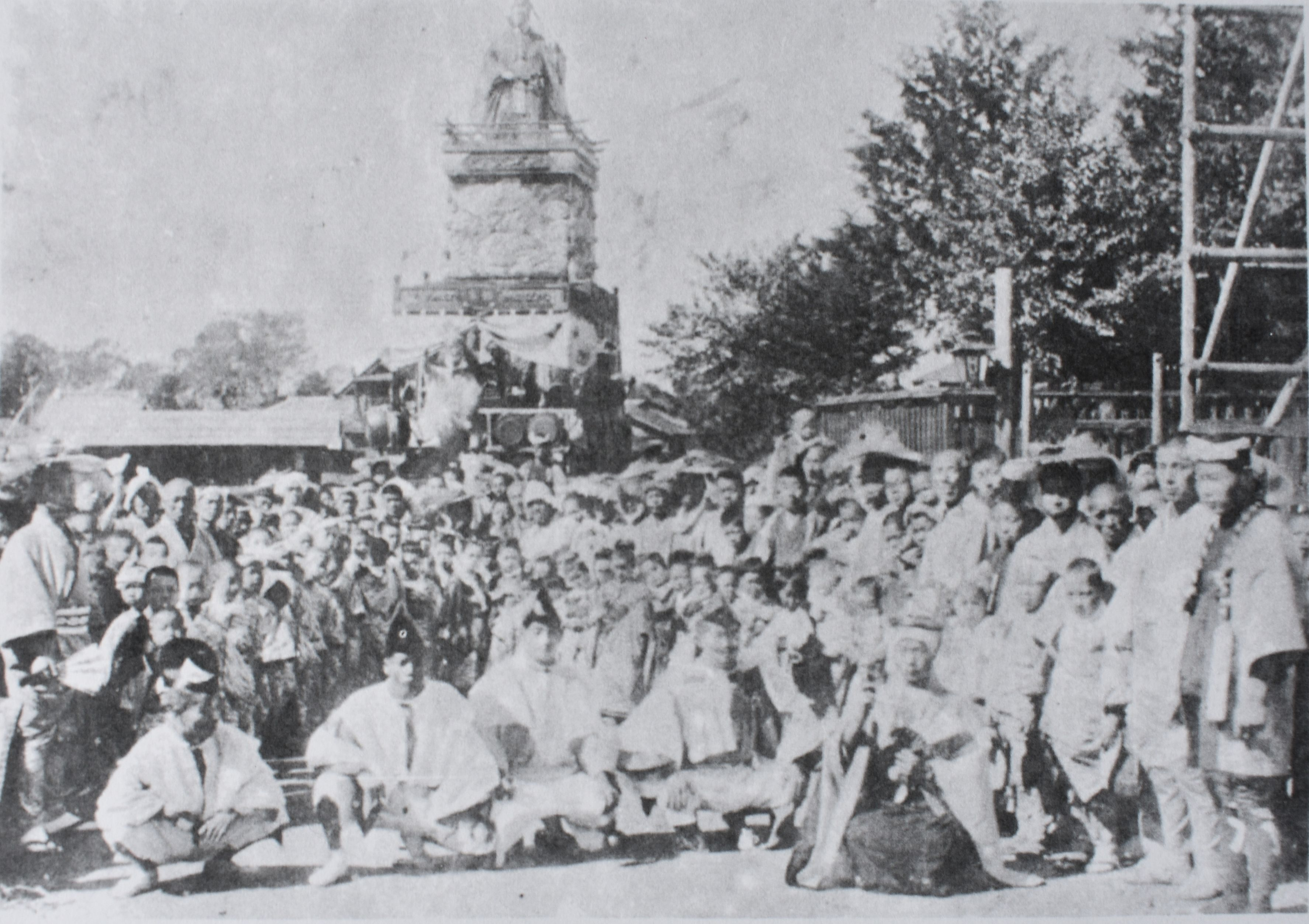
明治38年（1905年）、日露戦争の戦捷祝賀のときの祭礼「高澤町の山車」

- 江戸町（えどまち）：川越街道の基点があった。人馬継ぎ立てをする伝馬問屋や蔵米の点検をする改があった。
- 本町（ほんまち）：西大手門から札の辻に至る大通り地区。
- 南町（みなみまち）：札の辻の南。大店の呉服問屋が連なり隆盛した地区。蔵造りで有名な現在の川越一番街。
- 喜多町（北町。きたまち）：札の辻から北にある。河越夜戦の舞台となった東明寺の門前町だった。
- 高澤町（たかざわまち）：札の辻から西へ高澤橋までの区域。江戸時代は特産品のそうめんを作る店を軒を連ねた。菓子製造の家も多く「菓子屋横丁」として現存している。

下五ヶ町

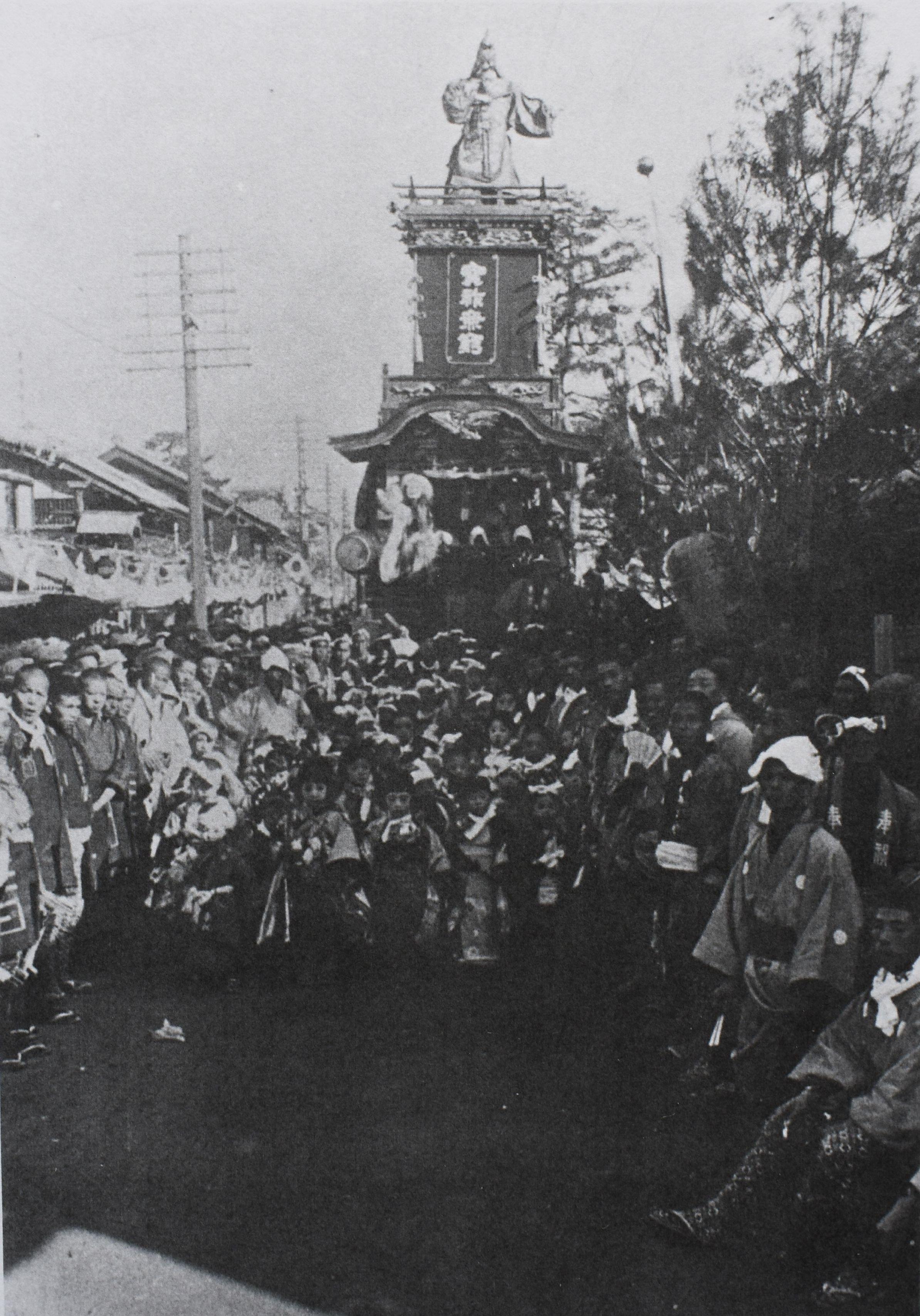
大正4年（1915年）、大正天皇の御大典奉祝のための祭礼「志義町の山車」

- 鍛冶町（かじまち）：北条氏時代に相模国から鍛冶職が移住し鍛冶の町となった。
- 多賀町（たがまち）：時の鐘のある地区。桶屋・大工の集まった職人街。
- 鴫町（志義町。しぎまち）：鍛冶町の刀匠・鴫善吉が開いたので名が付いた。穀物問屋が軒を連ね、米市の取引量は武蔵国最大であった。川越藩の馬場もあった。
- 志多町（下町。したまち）：東明寺の広大な境内が町になったところ。東明寺坂を下った場所で古くは下町と呼ばれた。
- 上松江町（かみまつえちょう）：松郷と続く区域

さらに
- 郭町（くるわまち）：城内の区域だった。
- 坂下町（さかしたまち）
- 坂上町（さかうえまち）：坂下町と坂上町には侍屋敷があった。
- 北久保町（きたくぼちょう）
- 南久保町（みなみくぼちょう）
- 竪久保町（たてくぼちょう）：これらは川越城の曲輪の土手に使う土地を採取したことから名が付いた。
- 大工町（だいくまち）：喜多院や仙波東照宮造営の工匠が住んでいた。
- 五反町（ごたんまち）：面積五反の地域で家臣の屋敷があった。

などがあった。
川越城下17町と呼ばれたが、時代によって町名が変わり複雑を極め、これらは昭和36年（1961年）に町名地番整理が実施され、現存しないものもある。
明治26年（1893年）3月17日に養寿院門前から出火した川越大火で市街地の多くを焼失、その後、川越商人は豪壮な耐火建築である蔵造りの商家を競って建てた。その街並みは川越一番街として現在でも残っていて、札の辻から仲町の交差点の間で見ることができる。この通りから路地に入れば時の鐘、菓子屋横丁などがある。歴史ある風景は高く評価されていて都市景観100選にも入っている。また、元町、幸町を中心とした7.8ヘクタールの区域が国の重要伝統的建造物群保存地区として選定されている。

## 主な文化財
重伝地区
- 大沢家住宅（国の重要文化財）
- りそなコエドテラス（旧八十五銀行本店本館、国の登録有形文化財）
- 時の鐘（市文化財）
- 旧小山家住宅（川越市蔵造り資料館）（市文化財）

重伝地区以外
- 喜多院（国の重要文化財）
- 鏡山酒造（川越市産業観光館）（国の登録有形文化財）
- 川越商工会議所（旧武州銀行川越支店）（国の登録有形文化財）
- 太陽軒（国の登録有形文化財）
- 手打ちそば百丈（国の登録有形文化財）
- 日本聖公会川越キリスト教会礼拝堂（国の登録有形文化財）
- 旧山崎家別邸庭園（県の登録記念物）
- 川越城（県史跡、県指定文化財）
- 旧川越織物市場（市文化財）